# Okdiario
Okdiario és un lloc web dedicat a ser premsa electrònica generalista i un portal web informatiu en general. És publicat per l'empresa Dos Mil Palabras, dirigida per Eduardo Inda. Explícitament segueix una ideologia liberal (tot i que es caracteritza per posicionaments d'ultradreta) i unionista espanyol. La idea de la seua creació sorgí el 2014 quan treballava per a El Mundo.
En el moment de la seua creació, a finals de 2015, es pretenia ser la competència a El Confidencial i El Español. Tancà l'exercici econòmic del 2015 amb pèrdues de 550.836 euros. El 2016 va rebre un préstec estatal sense garanties ni avals de 300.000 euros per part de l'empresa pública Empresa Nacional de Innovación. Eixe mateix any va rebre una demanda civil per part de Pablo Iglesias Turrión per la publicació d'informació suposadament falsa. El 2017 l'excap de recerca del diari denuncià les suposades pràctiques de manipulació que es feien al diari.